# Osmia mixta
Osmia mixta är en biart som beskrevs av Michener 1936. Osmia mixta ingår i släktet murarbin, och familjen buksamlarbin. Inga underarter finns listade i Catalogue of Life.